# Nakkaalaaq

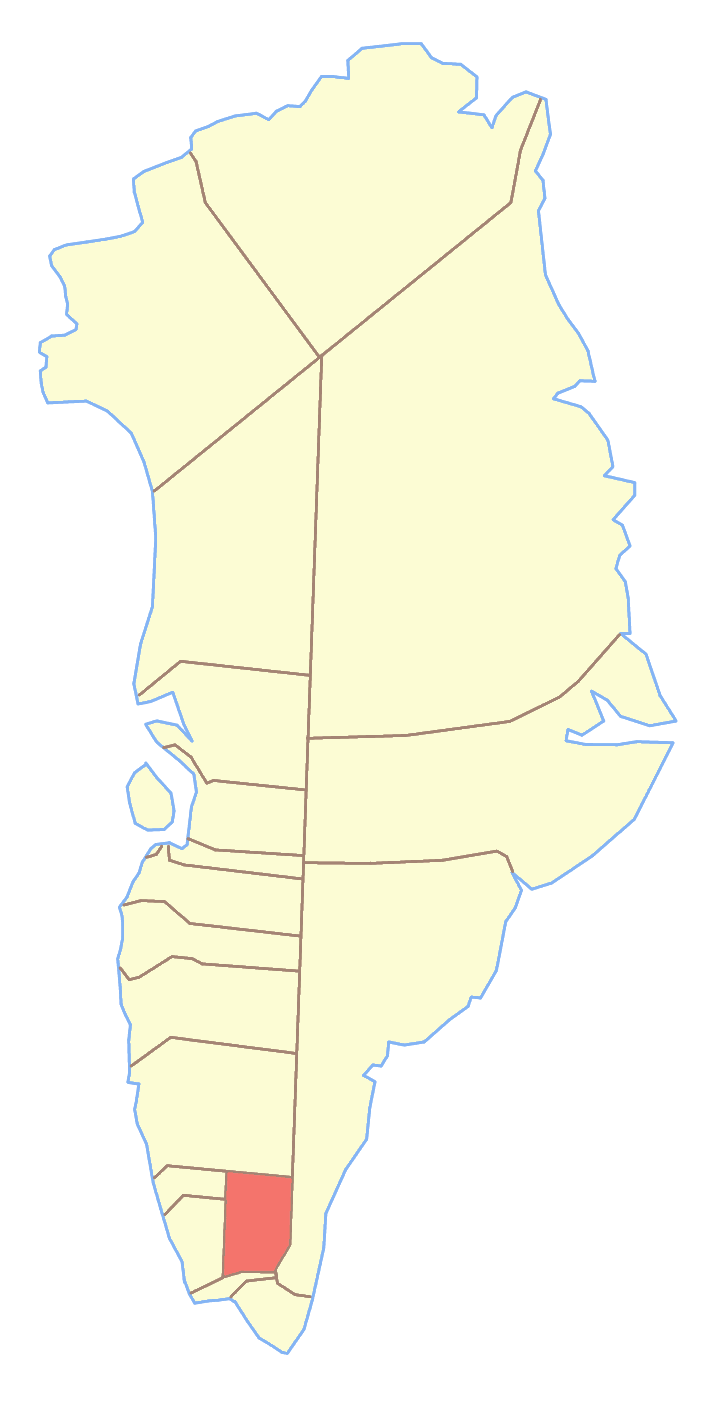
Ex comune di Narsaq, dove si trovava il Nakkaalaaq

Il Nakkaalaaq è una montagna della Groenlandia di 1207 m. Si trova a 60°58'N 45°54'O; appartiene al comune di Kujalleq.